# Hervor Corona
L'Hervor Corona è una struttura geologica della superficie di Venere.